# 로베르트 슈베흘라
로베르트 슈베흘라(슬로바키아어: Róbert Švehla, 1969년 1월 2일~)는 슬로바키아의 은퇴한 아이스하키 선수로 포지션은 수비수이다. 내셔널 하키 리그(NHL)의 플로리다 팬서스와 토론토 메이플리프스 소속으로 뛰었으며, NHL 통산 655경기 출전했다.
국제 대회에 체코슬로바키아와 슬로바키아 국가대표로 참가하였으며, 체코슬로바키아 국가대표로서 1992년 동계 올림픽과 1992년 세계 선수권 대회에서 동메달을 획득했다. 이후 슬로바키아 국가대표로서 1994년과 1998년 동계 올림픽에 참가하였다.